# Jimmy Lester
Jimmy Lester nascido José Andrade Vilela Nascimento Ramos (Franca, 19 de março de 1914 - Teresópolis, 13 de novembro de 1998) foi um cantor brasileiro.

## Biografia
Em 1938, ainda universitário de Medicina começou a cantar como crooner da Orquestra de Gaó, em São Paulo. Adotou o nome artístico de Jimmy Lester e passou a dedicar-se profissionalmente à música. 
Em 1944 mudou-se para o Rio de Janeiro, onde conheceu sua futura esposa Carmélia Alves. Em fins de 1945 fez com a esposa uma excursão pelos cassinos do Brasil que perdurou até o ano seguinte. Atuou nas rádios Cultura, Record, Tupi e Cruzeiro do Sul. Apresentou-se no Copacabana Palace, excursionou ao Nordeste, América do Sul, Europa e África com a mulher Carmélia Alves.
Deixando a carreira de cantor para dedicar-se à de produtor de shows, especialmente os de Carmélia Alves. Ao final da vida, morava com Carmélia em Teresópolis, para onde se mudara mais de vinte anos antes.

## Discografia
- (1956) Fiquei sem amor/Sinhá moça • Copacabana • 78
- (1955) Quem vem pra beira mar/Mais uma ilusão • Copacabana • 78
- (1954) Outro caminho/Nosso sonho de amor • Continental • 78
- (1952) Jangada/Saudade • Continental • 78